# Jenny Rose
Jenny Rose (* 1964  in Tākaka) ist eine ehemalige Triathletin aus Neuseeland. Sie ist Weltmeisterin auf der Triathlon-Langdistanz (1995).

## Werdegang
Jenny Rose startete 1986 bei ihrem ersten Triathlon und sie startete von 1989 bis 2000 als Profi-Athletin. Sie wurde trainiert von John Newsom.
1994 konnte sie drei der zehn Weltcup-Rennen der Saison für sich entscheiden und damit den Triathlon World Cup gewinnen. Im Oktober 1995 wurde sie beim Triathlon International de Nice ITU-Weltmeisterin auf der Triathlon-Langdistanz.

Bei ihrem ersten Start in einem Ironman-Rennen wurde sie 1996 Zweite beim Ironman New Zealand (3,86 km Schwimmen, 180,2 km Radfahren und 42,195 km Laufen). 2001 erklärte sie ihre aktive Zeit für beendet.
2013 schloss sie ihr Studium an der University of Queensland ab und ist seit 2012 als Coach tätig. Jenny Rose lebt in Wellington. Im Juni 2014 startete sie in der Schweiz beim Swissman Xtreme Triathlon.

## Sportliche Erfolge
| Datum/Jahr    | Rang | Wettbewerb                        | Austragungsort | Zeit     | Bemerkung |
| ------------- | ---- | --------------------------------- | -------------- | -------- | --- |
| 24. Aug. 1996 | 8    | ITU Triathlon World Championships | Cleveland      | 01:54:13 | Triathlon-Weltmeisterschaft auf der Kurzdistanz mit persönlicher Bestzeit auf der olympischen Distanz (1,5 km Schwimmen, 40 km Radfahren und 10 km Laufen) |
| 27. Nov. 1994 | 7    | ITU Triathlon World Championships | Wellington     | 02:06:33 | Triathlon-Weltmeisterschaft auf der Kurzdistanz |
| 1994          | 1    | ITU Triathlon World Cup 1994      |                |          | Triathlon-Weltcup-Siegerin der ITU |
| 22. Aug. 1993 | 8    | ITU Triathlon World Championships | Manchester     | 02:10:28 | hinter der Australierin Michellie Jones |
| 14. Aug. 1993 | 1    | ITU Triathlon World Cup           | Embrun         | 02:38:31 | Siegerin auf der Kurzdistanz beim Embrunman |
| 12. Sep. 1992 | 10   | ITU Triathlon World Championships | Huntsville     | 02:02:07 | |

| Datum/Jahr    | Rang | Wettbewerb                                      | Austragungsort   | Zeit     | Bemerkung                                     |
| ------------- | ---- | ----------------------------------------------- | ---------------- | -------- | --------------------------------------------- |
| 21. Juni 2014 |      | Swissman Xtreme Triathlon                       | Kleine Scheidegg | 16:42    | Ironman-Distanz mit 5500 hm                   |
| 3. März 1996  | 2    | Ironman New Zealand                             | Auckland         |          | erster Start in einem Ironman-Rennen          |
| 1. Okt. 1995  | 1    | ITU Long Distance Triathlon World Championships | Nizza            | 06:28:43 | Siegerin beim Triathlon International de Nice |